# Мурсом, Роберт
Сэр Роберт Мурсом (англ. Sir Robert Moorsom, 8 июня 1760, Уитби, Йоркшир — 14 апреля 1835) — британский адмирал.
Роберт Мурсом родился в семье моряков из Йоркшира и поступил в Королевский флот в возрасте семнадцати лет, что для того времени было достаточно поздно. Во время войны за независимость США он участвовал в осаде Гибралтара, в сражении у мыса Капатель и захвате французского конвоя у берегов Америки.
5 января 1784 года Роберт Мурсом был произведён в чин лейтенанта, а 22 ноября 1790 года — в чин капитана.
Во время Революционных войн, командуя линейным кораблём, Мурсом участвовал в блокаде французских портов, где у него не было возможности отличиться.
После окончания Амьенского мира, Мурсом получил под командование недавно спущенный на воду 74-пушечный корабль «Месть» (англ.  HMS Revenge) на котором он служил в Средиземном море под командованием вице-адмирала Катберта Коллингвуда и в октябре 1805 года участвовал в сражении при Трафальгаре.
В начале сражения «Месть» находилась в самом конце колонны Коллингвуда, однако благодаря своей высокой скорости нагнала головные корабли и участвовала в захвате испанского флагманского 130-пушечного корабля «Принсипе де Астуриас» и обстреле испанского корабля «Сан-Ильдефонсо» и французского корабля «Ашилль». Во время сражения «Месть» получила значительные повреждения от пушек испанского флагмана, было убито и ранено более семидесяти человек, в том числе тяжело ранен капитан.
После сражения, выдержав жестокий шторм, повреждённая «Месть» была направлена для починки в Гибралтар, откуда её капитан вернулся для излечения в Англию.
Из-за тяжёлых ран, Мурсом больше не выходил в море, однако продолжал числиться на службе и 31 июля 1810 года был произведён в чин контр-адмирала синего флага и назначен генерал-инспектором морской артиллерии. До 1815 года он занимался вооружением кораблей Королевского флота.
2 января 1815 года, после окончания наполеоновских войн, Мурсом был награждён орденом Бани командорского креста.
После окончания военных действий сэр Роберт не занимал более официальных постов ни в Адмиралтействе, ни на флоте, однако продолжал числиться в списках флагманов Королевского флота и 4 июля 1814 года был произведён в чинвице-адмирала синего флага, 12 августа 1819 года — в чин вице-адмирала белого флага, 27 мая 1825 года — в чин вице-адмирала красного флага и 22 июля 1830 года — в чин адмирала синего флага.
В 1812—1820 годах сэр Роберт был также членом Парламента от Квинсборо.
Сэр Роберт Мурсом мирно скончался в возрасте семидесяти пяти лет и был похоронен в церкви Св. Петра в Косгроув в Нотингемшире.

## Семья
У Роберта Мурсома и его жены Элеоноры было двое сыновей, старший из которых Константин Ричард стал вице-адмиралом, а младший Уильям — военным инженером.